# Менш, Ханнелора
Ханнелора Менш (нем. Hannelore Mensch, урожд. Ханнелора Бош (Hannelore Bosch); род. 16 июня 1937, Ной-Цахун) — политик ГДР, член СЕПГ. Министр труда и заработной платы ГДР в 1989—1990 годах.

## Биография
Ханнелора Менш родилась в семье фермера, в 1953—1956 годах училась в сельскохозяйственном училище в Людвигслюсте. В 1958 году работала в плановом отделе машинно-тракторной станции в Брюзевице. В 1958—1962 годах занимала должность секретаря ССНМ и возглавляла сектор в окружном совете Шверина. В 1959 году вступила в СЕПГ.
В 1962—1963 работала в отделе сельского хозяйства муниципального совета Восточного Берлина, в 1963—1973 годах руководила отделом сельского хозяйства в берлинском окружном комитете СЕПГ. Училась на заочном отделении Высшей партийной школы имени Карла Маркса и получила диплом обществоведа. В 1973—1978 годах занимала должность советника и секретаря муниципального совета Восточного Берлина, в 1978—1989 годах работала на должности первого заместителя обер-бургомистра Берлина. С ноября 1989 по апрель 1990 года занимала должность министра труда и заработной платы ГДР в правительстве Ханса Модрова.
В 1993 году решением земельного суда Берлина Ханнелора Менш была признана виновной в подстрекательстве к фальсификации результатов муниципальных выборов, состоявшихся 7 мая 1989 года, и приговорена к лишению свободы сроком на один год условно.